# US Open 1998
Die 118. US Open 1998 waren ein internationales Tennisturnier und fanden vom 31. August bis zum 13. September 1998 im USTA Billie Jean King National Tennis Center im Flushing-Meadows-Park in New York, USA statt.

## Herreneinzel

### Setzliste
| Nr. | Spieler          | Erreichte Runde |
| --- | ---------------- | --------------- |
| 01. | Pete Sampras     | Halbfinale      |
| 02. | Marcelo Ríos     | 3. Runde        |
| 03. | Patrick Rafter   | Sieg            |
| 04. | Petr Korda       | 1. Runde        |
| 05. | Richard Krajicek | 3. Runde        |
| 06. | Greg Rusedski    | 3. Runde        |
| 07. | Àlex Corretja    | Achtelfinale    |
| 08. | Andre Agassi     | Achtelfinale    |

| Nr. | Spieler             | Erreichte Runde |
| --- | ------------------- | --------------- |
| 09. | Karol Kučera        | Viertelfinale   |
| 10. | Carlos Moyá         | Halbfinale      |
| 11. | Jewgeni Kafelnikow  | Achtelfinale    |
| 12. | Jonas Björkman      | Viertelfinale   |
| 13. | Tim Henman          | Achtelfinale    |
| 14. | Goran Ivanišević    | Achtelfinale    |
| 15. | Alberto Berasategui | 1. Runde        |
| 16. | Albert Costa        | 1. Runde        |

## Dameneinzel

### Setzliste
| Nr. | Spielerin               | Erreichte Runde |
| --- | ----------------------- | --------------- |
| 01. | Martina Hingis          | Finale          |
| 02. | Lindsay Davenport       | Sieg            |
| 03. | Jana Novotná            | Halbfinale      |
| 04. | Arantxa Sánchez Vicario | Viertelfinale   |
| 05. | Venus Williams          | Halbfinale      |
| 06. | Monica Seles            | Viertelfinale   |
| 07. | Conchita Martínez       | Achtelfinale    |
| 08. | Steffi Graf             | Achtelfinale    |

| Nr. | Spielerin           | Erreichte Runde |
| --- | ------------------- | --------------- |
| 09. | Irina Spîrlea       | Achtelfinale    |
| 10. | Nathalie Tauziat    | Achtelfinale    |
| 11. | Patty Schnyder      | Viertelfinale   |
| 12. | Mary Pierce         | Achtelfinale    |
| 13. | Amanda Coetzer      | Viertelfinale   |
| 14. | Dominique Van Roost | 3. Runde        |
| 15. | Anna Kurnikowa      | Achtelfinale    |
| 16. | Ai Sugiyama         | 2. Runde        |

## Herrendoppel

### Setzliste
| Nr. | Paarung                         | Erreichte Runde |
| --- | ------------------------------- | --------------- |
| 01. | Jacco Eltingh Paul Haarhuis     | Rückzug         |
| 02. | Mark Woodforde Todd Woodbridge  | Achtelfinale    |
| 03. | Jonas Björkman Patrick Rafter   | Viertelfinale   |
| 04. | Mahesh Bhupathi Leander Paes    | Halbfinale      |
| 05. | Ellis Ferreira Rick Leach       | 1. Runde        |
| 06. | Mark Knowles Daniel Nestor      | Finale          |
| 07. | Martin Damm Jim Grabb           | Viertelfinale   |
| 08. | Jewgeni Kafelnikow Daniel Vacek | 2. Runde        |

| Nr. | Paarung                          | Erreichte Runde |
| --- | -------------------------------- | --------------- |
| 09. | Patrick Galbraith Brett Steven   | 1. Runde        |
| 10. | Donald Johnson Francisco Montana | 1. Runde        |
| 11. | Joshua Eagle Andrew Florent      | 1. Runde        |
| 12. | Wayne Black Sébastien Lareau     | 1. Runde        |
| 13. | Jiří Novák David Rikl            | 2. Runde        |
| 14. | David Adams Olivier Delaître     | Achtelfinale    |
| 15. | Cyril Suk Sandon Stolle          | Sieg            |
| 16. | Neil Broad Piet Norval           | Viertelfinale   |

## Damendoppel

### Setzliste
| Nr. | Paarung                             | Erreichte Runde |
| --- | ----------------------------------- | --------------- |
| 01. | Martina Hingis Jana Novotná         | Sieg            |
| 02. | Lindsay Davenport Natallja Swerawa  | Finale          |
| 03. | Alexandra Fusai Nathalie Tauziat    | 2. Runde        |
| 04. | Lisa Raymond Rennae Stubbs          | Halbfinale      |
| 05. | Yayuk Basuki Caroline Vis           | 2. Runde        |
| 06. | Anna Kurnikowa Larisa Neiland       | 2. Runde        |
| 07. | Conchita Martínez Patricia Tarabini | 1. Runde        |
| 08. |                                     |                 |

| Nr. | Paarung                               | Erreichte Runde |
| --- | ------------------------------------- | --------------- |
| 09. | Katrina Adams Manon Bollegraf         | 2. Runde        |
| 10. | Mariaan de Swardt Debbie Graham       | Achtelfinale    |
| 11. | Naoko Kijimuta Nana Miyagi            | 2. Runde        |
| 12. | Julie Halard-Decugis Rachel McQuillan | Achtelfinale    |
| 13. | Catherine Barclay Kerry-Anne Guse     | 2. Runde        |
| 14. | Barbara Schett Patty Schnyder         | Viertelfinale   |
| 15. | Kristine Kunce Corina Morariu         | 1. Runde        |
| 16. | Virginia Ruano Pascual Paola Suárez   | Halbfinale      |

## Mixed

### Setzliste
| Nr. | Paarung                        | Erreichte Runde |
| --- | ------------------------------ | --------------- |
| 01. | Mark Woodforde Larisa Neiland  | Achtelfinale    |
| 02. | Jim Grabb Rennae Stubbs        | Halbfinale      |
| 03. | Patrick Galbraith Lisa Raymond | Finale          |
| 04. | Rick Leach Manon Bollegraf     | 1. Runde        |

| Nr. | Paarung                          | Erreichte Runde |
| --- | -------------------------------- | --------------- |
| 05. | Mahesh Bhupathi Mirjana Lučić    | Viertelfinale   |
| 06. | Donald Johnson Patricia Tarabini | Viertelfinale   |
| 07. | David Adams Alexandra Fusai      | 1. Runde        |
| 08. | Francisco Montana Kristine Kunce | Achtelfinale    |